# Tom et Jerry au Safari
Pour plus de détails, voir Fiche technique et Distribution.
Tom et Jerry au Safari (Sorry Safari) est le 125e court métrage d'animation de la série américaine Tom et Jerry réalisé par Gene Deitch et sorti le 12 octobre 1962.